# Jens Ulbricht
Jens Ulbricht (* 1. Dezember 1939 in Hamburg) ist ein ehemaliger deutscher Leichtathlet, der für die Bundesrepublik startete.
Der deutsche Meister im 400-Meter-Lauf von 1965 war bei den Europäischen Hallenspielen 1966 in Dortmund Schlussläufer der deutschen 4-mal-2-Runden-Staffel, die vor der tschechoslowakischen Mannschaft siegte, allerdings waren auch nur diese beiden Mannschaften am Start. Im Sommer bei den Europameisterschaften 1966 in Budapest lag die westdeutsche 4-mal-400-Meter-Staffel in 3:04,8 min hinter den Polen aber vor der Mannschaft aus der DDR. Die bundesdeutsche Mannschaft erhielt in der Besetzung Friedrich Roderfeld, Jens Ulbricht, Rolf Krüsmann, Manfred Kinder die Silbermedaille.
Seine Bestzeit von 46,5 s lief Ulbricht 1965 in Stockholm. Am 14. Februar 1964 lief die bundesdeutsche Nationalstaffel in Stuttgart mit 4:11,6 min eine Hallenweltbestleistung. Bei diesem Lauf trat die Staffel in der Besetzung Jürgen Jaenisch, Willi Holdorf, Johannes Schmitt und Jens Ulbricht an.
Jens Ulbricht gehörte dem SV St. Georg von 1895 an. In seiner aktiven Zeit wog er 65 kg, er ist 1,78 m groß.